# شريحة كليبر
شريحة كليبر (بالانجليزيه :Clipper chip) هي جهاز تشفير قامت بتطويره والترويج له وكالة الأمن القومي الأمريكية (NSA). كان الهدف من هذه الشريحةتأمين "رسائل الصوت والبيانات" مع تضمين ميزة "باب خلفي" (backdoor) مدمجة. وقد صُممت هذه الميزة لـ "تمكين مسؤولي إنفاذ القانون على المستويات الفيدرالية والولائية والمحلية من فك تشفيرالرسائل الصوتية والبيانات التي تم اعتراضها". كان من المقرر أن تعتمدها شركات الاتصالات لنقل الصوت. تم تقديم شريحة كليبر في عام 1993، ولكن المشروع أُوقف بالكامل بحلول عام 1996.

## ضمان المفتاح
استخدمت شريحة كليبر خوارزمية تشفير البيانات المسماة Skipjack [1] لنقل المعلومات، بالإضافة إلى خوارزمية تبادل المفاتيح Diffie-Hellman لتوزيع المفاتيح العامة بين الأطراف المتصلة. وقد تم اختراع خوارزمية Skipjack من قبل وكالة الأمن القومي التابعة للحكومة الأمريكية. في البداية،  صُنفت هذه الخوارزمية على أنها سرية، مما حال دون خضوعها لمراجعة الأقران من قبل مجتمع أبحاث التشفير. وذكرت الحكومة الأمريكية أنها استخدمت مفتاحًا بطول 80 بت، وأن الخوارزمية متماثلة، وأنها مشابهة لخوارزمية معيار تعميه البيانات (معيار تشفير البيانات). وقد رُفعت السرية عن خوارزمية Skipjack ونشرتها وكالة الأمن القومي في 24 يونيو 1998. وذُكر أن التكلفة الأولية للرقائق كانت 16 دولارًا (غير مبرمجة) أو 26 دولارًا (مبرمجة)، وقد صممت منطقها شركة Mykotronx، بينما قامت بتصنيعها شركة VLSI Technology, Inc.
ارتكز المفهوم الأساسي لشريحة كليبر على ما عُرف بـ "الضمان الأساسي" (Key Escrow). ففي مرحلة التصنيع، كان يُزوّد أي هاتف جديد أو جهاز آخر يحتوي على شريحة كليبر مفتاح تشفير فريد، يُودع بعد ذلك لدى الحكومة في حساب الضمان. وفي حال "أثبتت الوكالات الحكومية سلطتها القانونية" للتنصت على اتصال ما، كان يُكشف عن هذا المفتاح لتلك الوكالات، مما يمكنها من فك تشفير جميع البيانات المرسلة عبر ذلك الهاتف المحدد. وقد فضلت مؤسسة الحدود الإلكترونية (Electronic Frontier Foundation - EFF)، التي شُكلت حديثًا آنذاك، استخدام مصطلح "تسليم المفتاح" (Keys Under Doormats) للتأكيد على ما زعموا أنه كان يحدث بالفعل.

## إدارة كلينتون
زعمت إدارة الرئيس كلينتون أن شريحة كليبر كانت ضرورية لأجهزة إنفاذ القانون لمواكبة التطور التكنولوجي المتسارع في الولايات المتحدة. وبينما رأى الكثيرون أن هذا الجهاز سيمثل وسيلة إضافية للإرهابيين للحصول على المعلومات، أكدت إدارة كلينتون أنه سيعمل في الواقع على تعزيز الأمن القومي. وقد جادلوا بأنه نظرًا لأن "الإرهابيين سيضطرون إلى استخدام هذه التقنية للتواصل مع جهات خارجية - كالبنوك والموردين والجهات الاتصالية الأخرى - فإن الحكومة قد تتمكن من التنصت على هذه الاتصالات".

## مؤيدون آخرون
كان هناك العديد من المؤيدين لشريحة كليبر الذين جادلوا بأن هذه التقنية آمنة للتطبيق وفعالة للغرض المقصود منها، وهو تزويد أجهزة إنفاذ القانون بالقدرة على اعتراض الاتصالات عند الضرورة وبموجب أمر قضائي. وقد صرح هوارد إس. داكوف، في مقال له نُشر في مجلة جون مارشال للقانون،  بأن هذه التقنية آمنة وأن الأساس القانوني لتطبيقها متين.[1] كما كتب ستيوارت بيكر مقالًا رأيًا في مجلة وايرد يفند فيه مجموعة من "الأساطير" التي زعم أنها تحيط بهذه التقنية.

## رد فعل عنيف

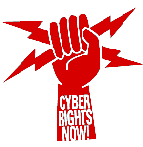
رسم توضيحي مضاد لـ Clipper من مجلة Wired

وقد عارضت منظمات مثل مركز معلومات الخصوصية الإلكترونية (EPIC) وومؤسسة الحدود الإلكترونية (EFF) بشدة اقتراح شريحة كليبر. وحذرت هذه المنظمات من أن تطبيق الشريحة لن يؤدي فقط إلى إخضاع المواطنين لمراقبة حكومية متزايدة وربما غير قانونية، بل إن قوة تشفير شريحة كليبر نفسها لا يمكن تقييمها بشكل مستقل من قبل الجمهور نظرًا لسرية تصميمها. وبالتالي، فقد جادلوا بأن الأفراد والشركات سيواجهون نظام اتصالات غير آمن. علاوة على ذلك، أشار المعارضون إلى أنه في حين قد تُجبر الشركات الأمريكية على استخدام شريحة كليبر في منتجات التشفير الخاصة بها، فإن الشركات الأجنبية لن تخضع لهذا القيد. ونتيجة لذلك، سيستمر تصنيع هواتف ذات تشفير قوي للبيانات في الخارج وانتشارها عالميًا وفي الولايات المتحدة، مما سيُفشل الهدف من المشروع برمته ويُلحق ضررًا اقتصاديًا بالشركات المصنعة الأمريكية. وقد كان السيناتوران جون أشكروفت وجون كيري من أبرز المعارضين لاقتراح شريحة كليبر، حيث دافعا عن حق الأفراد في تشفير رسائلهم وحرية تصدير برامج التشفير.
كان إصدار وتطوير العديد من حزم البرامج التشفيرية القوية مثل Nautilus و بي جي بي  و PGPfone رد فعل مباشر على الضغط الحكومي من أجل تبني شريحة كليبر. وقد ساد الاعتقاد بأنه إذا أصبح التشفير القوي متاحًا مجانًا على الإنترنت كبديل، فلن تتمكن الحكومة من إيقاف استخدامه.

## الثغرات التقنية
في عام 1994، نشر مات بليز ورقة بحثية بعنوان "فشل البروتوكول في معيار التشفير المضمون" ، كشف فيها عن ثغرة أمنية خطيرة في نظام الضمان الخاص بشريحة كليبر. أوضح بليز أن الشريحة كانت تنقل "حقل الوصول إلى تطبيق القانون" (Law Enforcement Access Field - LEAF) المكون من 128 بت، والذي يحتوي على المعلومات الضرورية لاستعادة مفتاح التشفير. ولمنع البرنامج الذي ينقل الرسالة من التلاعب بحقل LEAF، تم تضمين تجزئة (hash) مكونة من 16 بت. كانت شريحة كليبر غير قادرة على فك تشفير الرسائل التي تحتوي على تجزئة غير صالحة. ومع ذلك، كانت التجزئة المكونة من 16 بت قصيرة للغاية بحيث لا توفر أمانًا ذا مغزى. إذ يمكن لهجوم القوة الغاشمة أن ينتج بسرعة قيمة LEAF أخرى تعطي نفس التجزئة ولكنها لا تكشف عن المفاتيح الصحيحة عند محاولة الضمان. وهذا من شأنه أن يسمح باستخدام شريحة كليبر كجهاز تشفير مع تعطيل إمكانية حفظ المفتاح: 63.

## عدم التبني
لم تلقَ شريحة كليبر قبولًا واسعًا من قبل المستهلكين أو الشركات المصنعة، وبحلول عام 1996، تضاءلت أهمية الشريحة نفسها؛ وكان المشتري الرئيسي الوحيد للهواتف التي تحتوي على الشريحة هو وزارة العدل الأمريكية. ومع ذلك، واصلت الحكومة الأمريكية الضغط من أجل توفير ضمانات للمفاتيح من خلال تقديم حوافز للمصنعين، مما يسمح بفرض ضوابط تصدير أكثر مرونة إذا كانت ضمانات المفاتيح جزءًا من برامج التشفير المصدرة. وقد باءت هذه المحاولات بفشل كبير بسبب الانتشار الواسع لتقنيات التشفير القوية، مثل بي جي بي ، التي لم تكن خاضعة لسيطرة الحكومة الأمريكية.
اعتبارًا من عام 2013، لم تكن قنوات الصوت المشفرة بدرجة عالية حيث اعتبرت انها النمط السائد في اتصالات الهواتف المحمولة.[بحاجة لتحديث] ومع ذلك، توجد أجهزة هواتف محمولة آمنة وتطبيقات هواتف ذكية توفر التشفير،تتطلب أجهزة متخصصة، وعادةً ما تستلزم أن يستخدم طرفا الاتصال آلية التشفير نفسها. تتواصل هذه التطبيقات في الغالب عبر مسارات إنترنت آمنة (مثل بروتوكول ZRTP) بدلًا من شبكات بيانات الهاتف الصوتية التقليدية.

## المناقشات اللاحقة
في أعقاب الكشف الذي قدمه إدوارد سنودن في عام 2013، أعلنت شركتا أبل وجوجل عن نيتهما تأمين جميع البيانات المخزنة على هواتفهما الذكية باستخدام التشفير بطريقة تجعل من المستحيل على الشركتين نفسيهما فك هذا التشفير، حتى لو صدرت أوامر قانونية بذلك. أثار هذا الإعلان ردود فعل قوية من جهات إنفاذ القانون، حيث صرح رئيس المباحث في شرطة شيكاغو بأن "هاتف آيفونالجديد من آبل سيصبح الهاتف المفضل لدى المتحرشين بالأطفال". وفي مقال افتتاحي لصحيفة واشنطن بوست، زُعم أن "مستخدمي الهواتف الذكية يجب أن يتقبلوا حقيقة أنهم ليسوا فوق القانون حتى في حال وجود أمر تفتيش قانوني". ورغم الإشارة إلى عدم الرغبة في وجود "أبواب خلفية" تقليدية، اقترح المقال فكرة "المفتاح الذهبي" الذي يسمح بفتح البيانات بموجب أمر تفتيش. وقد قام أعضاء الفريق الذي كتب ورقة "مخاطر استعادة المفاتيح، وحفظ المفاتيح، والتشفير الموثوق به من قبل طرف ثالث" عام 1997، بالإضافة إلى باحثين آخرين من معهد ماساتشوستس للتكنولوجيا، بكتابة مقال متابعة ردًا على إحياء هذه المناقشة، مؤكدين أن فرض وصول حكومي إلزامي إلى المحادثات الخاصة سيكون مشكلة أكبر بكثير مما كانت عليه قبل عقدين من الزمن.

## روابط خارجية
- الأسئلة والأجوبة حول شريحة كليبر
- بيان البيت الأبيض بشأن قضية "كليبر تشيب"
- تطور القيود التي فرضتها الحكومة الأمريكية على استخدام وتصدير تقنيات التشفير (U) نسخة محفوظة 2016-05-09 على موقع واي باك مشين. مايكل شوارتزبيك، تقنيات التشفير، حوالي عام 1997، كانت تُعرف سابقًا باسم "سري للغاية"، وتمت الموافقة على إصدارها من قِبل وكالة الأمن القومي مع بعض التعديلات في 10 سبتمبر 2014، رقم C06122418
- مقابلة التاريخ الشفوي مع مارتن هيلمان مقابلة التاريخ الشفوي عام 2004، بالو ألتو، كاليفورنيا. معهد تشارلز باباج ، جامعة مينيسوتا، مينيابوليس. يصف هيلمان اختراعه للتشفير بالمفتاح العام مع زملائه ويتفيلد ديفي ورالف ميركل في جامعة ستانفورد في منتصف سبعينيات القرن العشرين. ويروي أيضًا أعماله اللاحقة في التشفير مع ستيف بوليج ( نظام بوليج-هيلمان ) وآخرين. يتناول هيلمان مسألة الضمان الرئيسي (ما يسمى بشريحة كليبر). ويتطرق أيضًا إلى تسويق التشفير مع RSA Data Security و VeriSign .